# Olšina (Teich)
Der Teich Olšina (deutsch Langenbrucker Teich) befindet sich in der Nähe der Ortschaften Olšina und Hodňov, etwa fünf Kilometer nordöstlich von Horní Planá auf dem Gebiet der Gemeinde Polná na Šumavě (Stein im Böhmerwald) in Tschechien.

## Geschichte
Angelegt wurde er wahrscheinlich zu Beginn des 15. Jahrhunderts, seine ersten schriftlichen Erwähnung stammt aus dem Jahre 1458. Vom 16. Jahrhundert an gehörte er zum Besitz des Klosters Goldenkron. Nach der Aufhebung des Klosters fiel er der Herrschaft Krumau zu. Der Teich hat ein Ausmaß von 138 Hektar und befindet sich auf einer Seehöhe von 731 m n.m. Er wird von der Olšina (Olschbach) gespeist und gehört zu den höchstgelegenen Teichen in Böhmen.
Der Olšina Teich liegt im ehemaligen Militärgebiet und untersteht dem Betrieb "Staatsbetrieb Militärwälder und Ländereien, s.p.", das dem Verteidigungsministerium untersteht. Am Westufer wurde in den letzten Jahren das ehemalige militärische Erholungszentrum in ein touristisches Ressort gewandelt, das versucht die Gegend mit einem touristischen Konzept zu entwickeln.

## Galerie

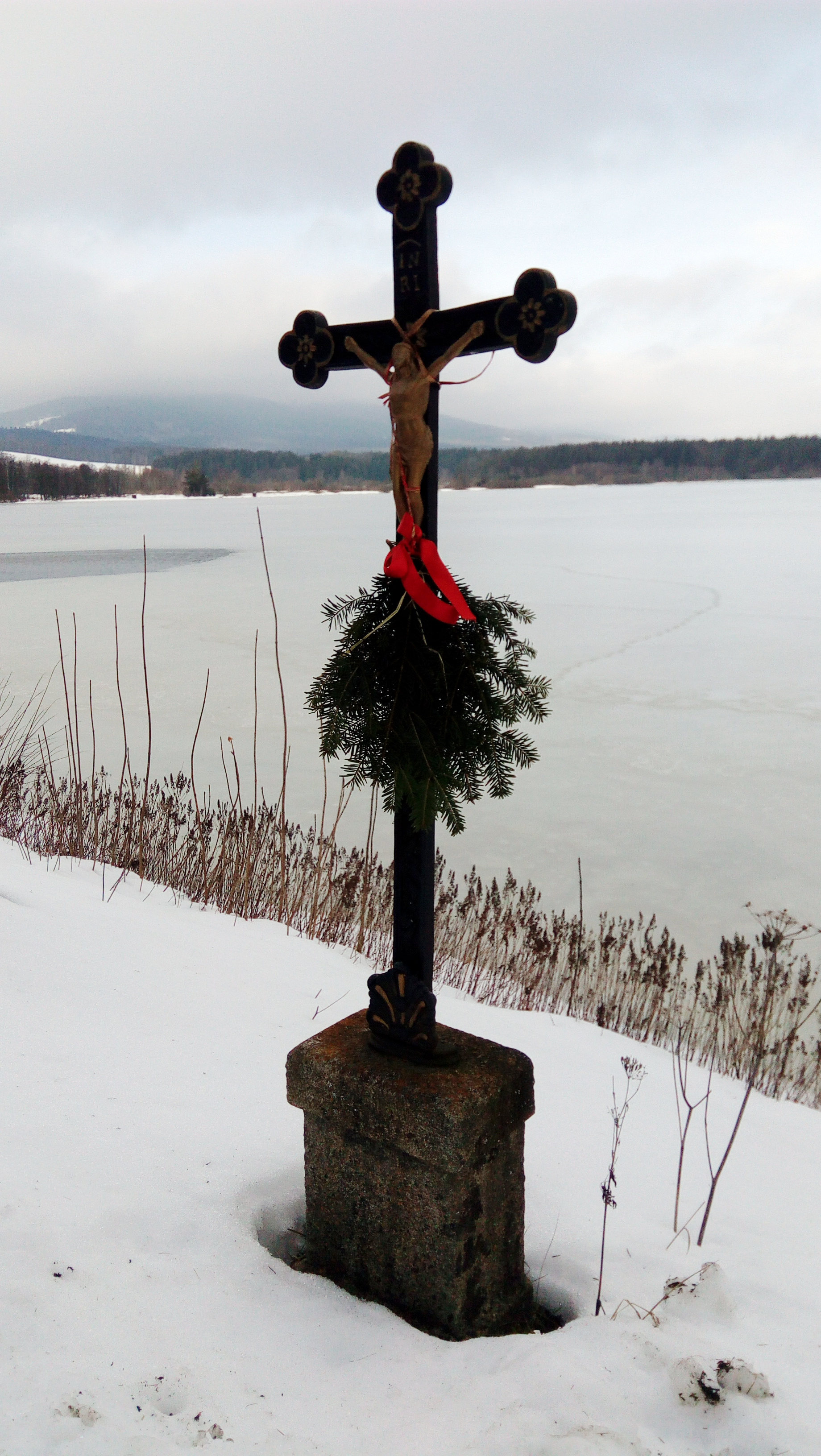
Kreuz am Olšina
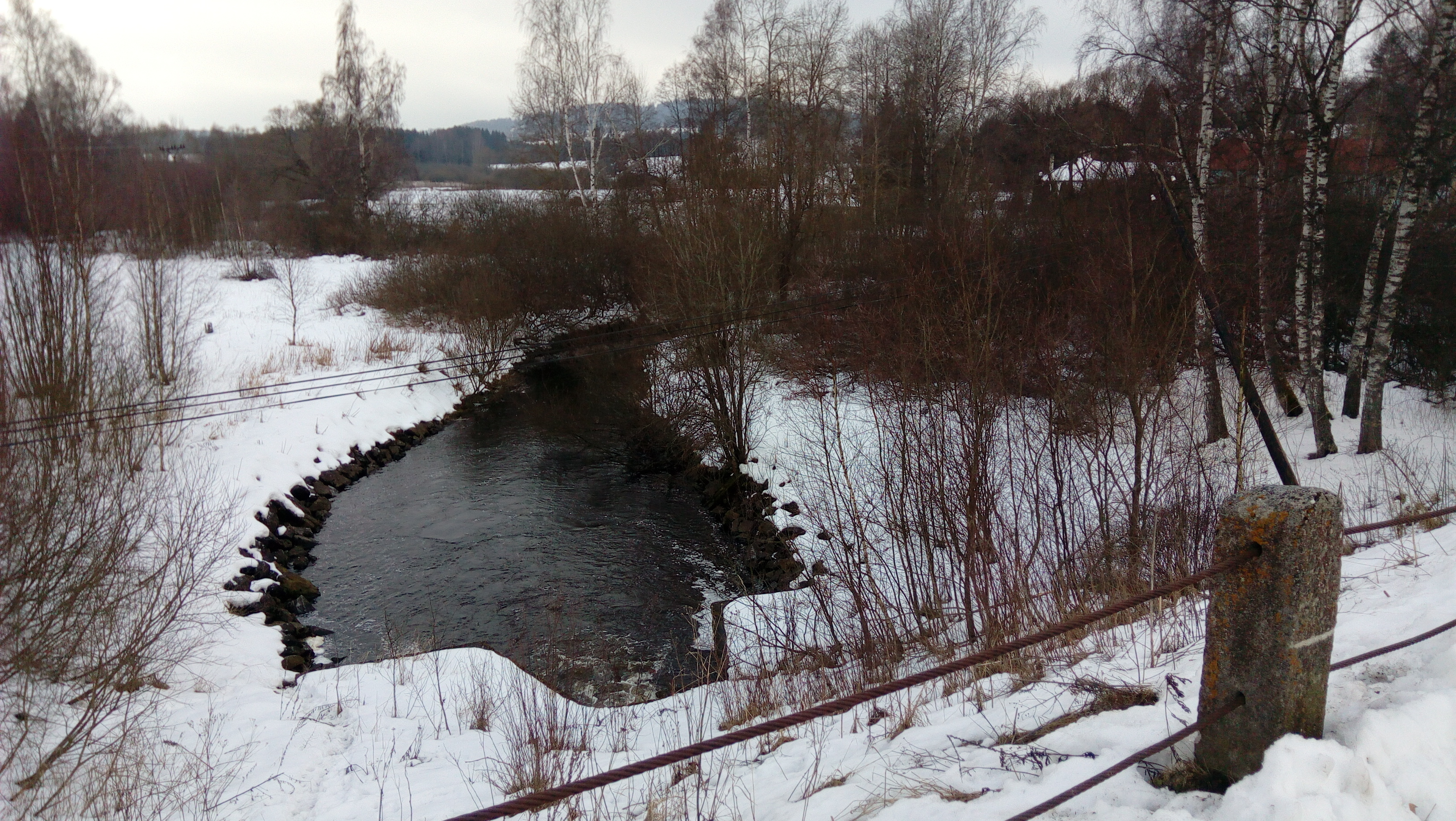
Olschbach
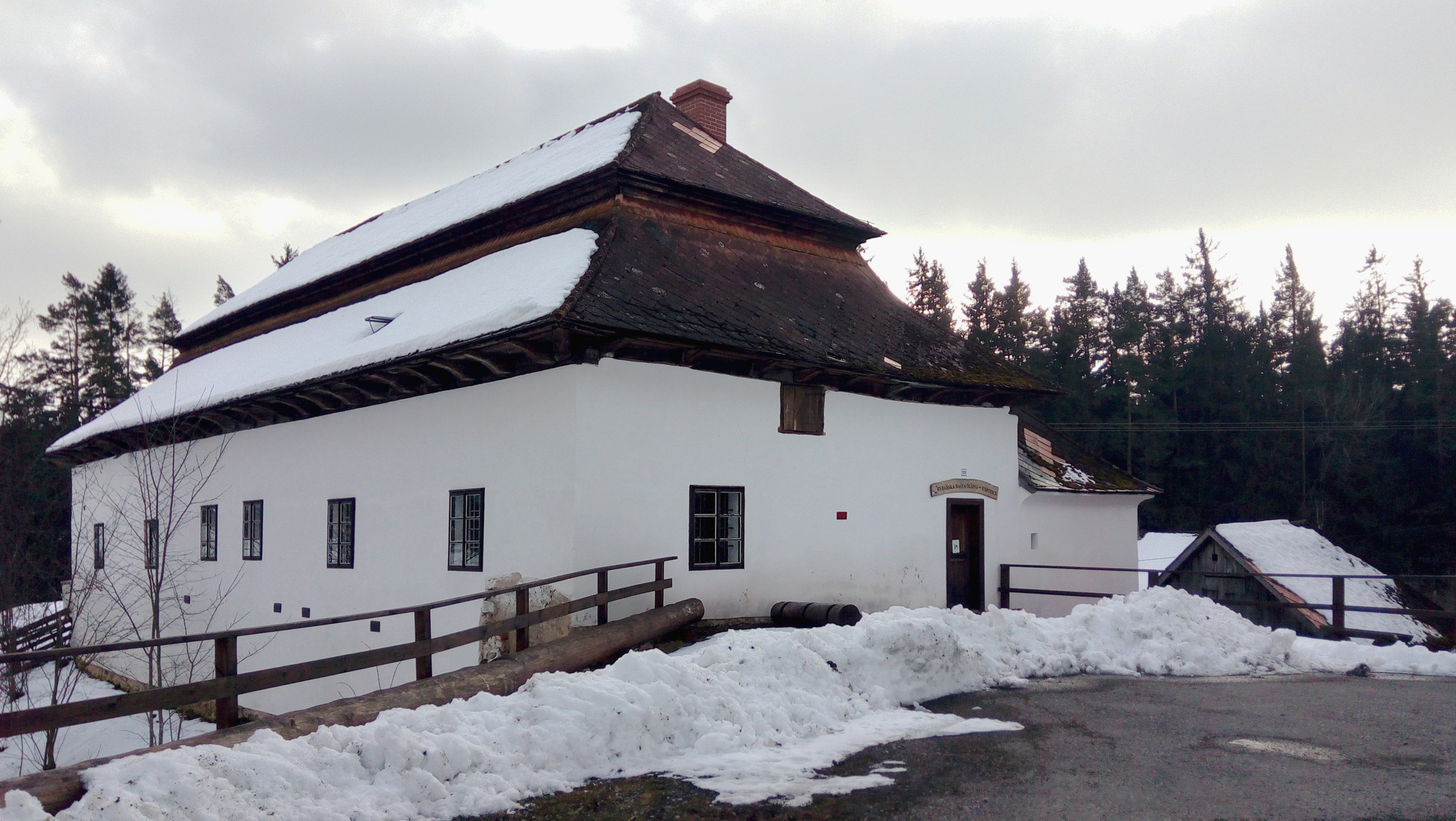
Teichwächterhaus

- Commons: Olšina (pond) – Sammlung von Bildern, Videos und Audiodateien